# Fédération tunisienne de football
Pour les articles homonymes, voir FTF.
La Fédération tunisienne de football (arabe : الجامعة التونسية لكرة القدم) ou FTF est une association regroupant les clubs de football de Tunisie et organisant les compétitions nationales et les matchs internationaux de la sélection de Tunisie.
La fédération nationale de Tunisie est fondée le 29 mars 1957. Elle prend la place de la Ligue de Tunisie de football créée en 1921. Elle est affiliée à la FIFA depuis 1960 et est membre de la CAF.

## Histoire
C'est lors d'une réunion tenue le 9 novembre 1909 par un comité provisoire regroupant les sociétés sportives que les premiers statuts d'un championnat officiel sont adoptés. C'est à partir de la saison 1921-1922 qu'est organisé régulièrement le championnat de Tunisie sous l'appellation de « championnat de division d'honneur ». La coupe de Tunisie démarre un an plus tard.
Aussitôt l'indépendance proclamée en 1956, les dirigeants du football tunisien entreprennent les démarches nécessaires en vue de créer un organe exclusivement national pour suppléer à la Ligue de Tunisie de football (émanation de la Fédération française de football).
Ces démarches aboutissent à la création de la Fédération tunisienne de football qui est agréé le 29 mars 1957. Reconnue d'utilité publique, la FTF s'investit depuis dans sa double mission de promouvoir le football et de gérer la compétition nationale ainsi que les différentes équipes représentant la Tunisie dans les compétitions internationales.

## Controverses

### Cas du Croissant sportif chebbien (2020-2021)
La Fédération tunisienne de football gèle les activités du Croissant sportif chebbien le 17 octobre 2020, une décision qui fait suite à un litige entre les deux parties, le club ayant été condamné à payer une amende de 200 000 dinars. Face au non-règlement de ce montant, la décision est prise par la FTF d'exclure le club de tous les championnats nationaux à partir de la saison 2020-2021 et d'organiser un mini-championnat pour identifier l'équipe qui la remplacera. À l'issue de ce tournoi, c'est la Jeunesse sportive kairouanaise qui reste parmi l'élite malgré une égalité parfaite avec le Club sportif de Hammam Lif. En effet, c'est le critére du meilleur classement fair-play qui à départagé les deux équipes. Le 11 septembre 2021, le club fait son retour en championnat à la suite d'un vote de l'assemblée générale ordinaire de la FTF.

### Polémique et menace d'exclusion de la coupe du monde 2022
Fin  octobre 2022, une querelle interne concernant le ministre de la Jeunesse et des Sports, Kamel Deguiche, et le président de la Fédération tunisienne de football, Wadie Jary, menace la participation de la Tunisie à la Coupe du monde. En effet, les deux hommes sont connus pour se détester et le premier souhaite dissoudre la fédération pour se séparer du second. La FIFA sanctionnant systématiquement les affaires d'ingérence dans le monde du football, elle met donc en garde la fédération tunisienne : par le biais d'une lettre, elle prévient qu'elle se réserve le droit d'exclure la Tunisie de la compétition en cas de prise de pouvoir sur la fédération de la part de Deguiche.

### Statut juridique du président Wadie Jary (2023-2024)
En février 2023, Jary n'a pas le droit de quitter le territoire tunisien à la suite d'une décision de justice car il est visé par plusieurs enquêtes portant sur l'organisation de matchs truqués, des affaires de blanchiment, de détournement de fonds et de corruption. Le 25 octobre, il est arrêté et placé en détention à la prison de Mornaguia.

### Crise électorale, intervention de la FIFA et comité de normalisation (2024-2025)
Le 30 janvier 2024, une séance électorale est prévue pour élire un nouveau bureau fédéral le 9 mars. Trois listes sont présentées : celle de Maher Ben Aïssa, ancien président de l'Avenir sportif de La Marsa, celle de Jalel Ben Tekaya, président de la Fédération tunisienne du sport pour tous et celle de Wissem Letaief, président de la Ligue régionale de football de Sousse. Les candidatures sont clôturées le 17 février et tous les dossiers sont transmis à la Commission électorale indépendante pour examen conformément aux dispositions et procédures établies. Cependant, le 23 février, toutes les listes sont rejetées et la date des élections est reportée.
Le 2 avril, une nouvelle élection est fixée au 11 mai, et les candidatures sont à nouveau ouvertes. Le 20 avril, les candidatures sont clôturées avec à nouveau trois listes : celle de Zied Tlemçani, ancien international et homme d'affaires, celle de Wassef Jelaiel, vice-président de la FTF, et celle de Ben Tekaya, candidat pour la deuxième fois. Quatre jours plus tard, la liste de Jelaiel est rejetée et les listes de Tlemçani et Ben Tekaya sont acceptées. Jelaiel dépose un recours contre les listes concurrentes, ce qui nécessite un réexamen de leur validité. Le 30 avril, tous les candidats sont finalement rejetés et la date des élections à nouveau reportée.
Le 27 mai 2024, une délégation de la FIFA rencontre le ministre de la Jeunesse et des Sports, Kamel Deguiche, où le statut de la fédération est discuté et le mandat du bureau fédéral prolongé jusqu'au 30 juin jusqu'à la formation d'un organe directeur. Le 31, la FIFA prolonge le mandat du bureau fédéral jusqu'au 15 juillet. Après la fin du mandat, la FIFA décide le 23 juillet la création d'un comité de normalisation pour la Fédération tunisienne de football. Cette décision intervient après des consultations avec la Confédération africaine de football afin de trouver un moyen de sortir la FTF de la crise et de revoir son statut et sa réglementation électorale conformément à son nouveau cadre réglementaire. Le mandat du comité de normalisation court jusqu'à ce que ce dernier ait mené à bien les tâches qui lui ont été confiées, quoi qu'il en soit jusqu'au 31 janvier 2025 au plus tard. Le 17 août, l'homme d'affaires, homme politique et dirigeant sportif Kamel Idir est sollicité pour devenir président du comité de normalisation créée par la FIFA,. Le 25 novembre, Idir confirme que l'assemblée générale ordinaire et extraordinaire pour modifier certains articles du statut aura lieu le 21 décembre et l'assemblée générale élective du nouveau bureau fédéral le 25 janvier 2025. Moez Nasri est alors élu président,.

## Bureau fédéral

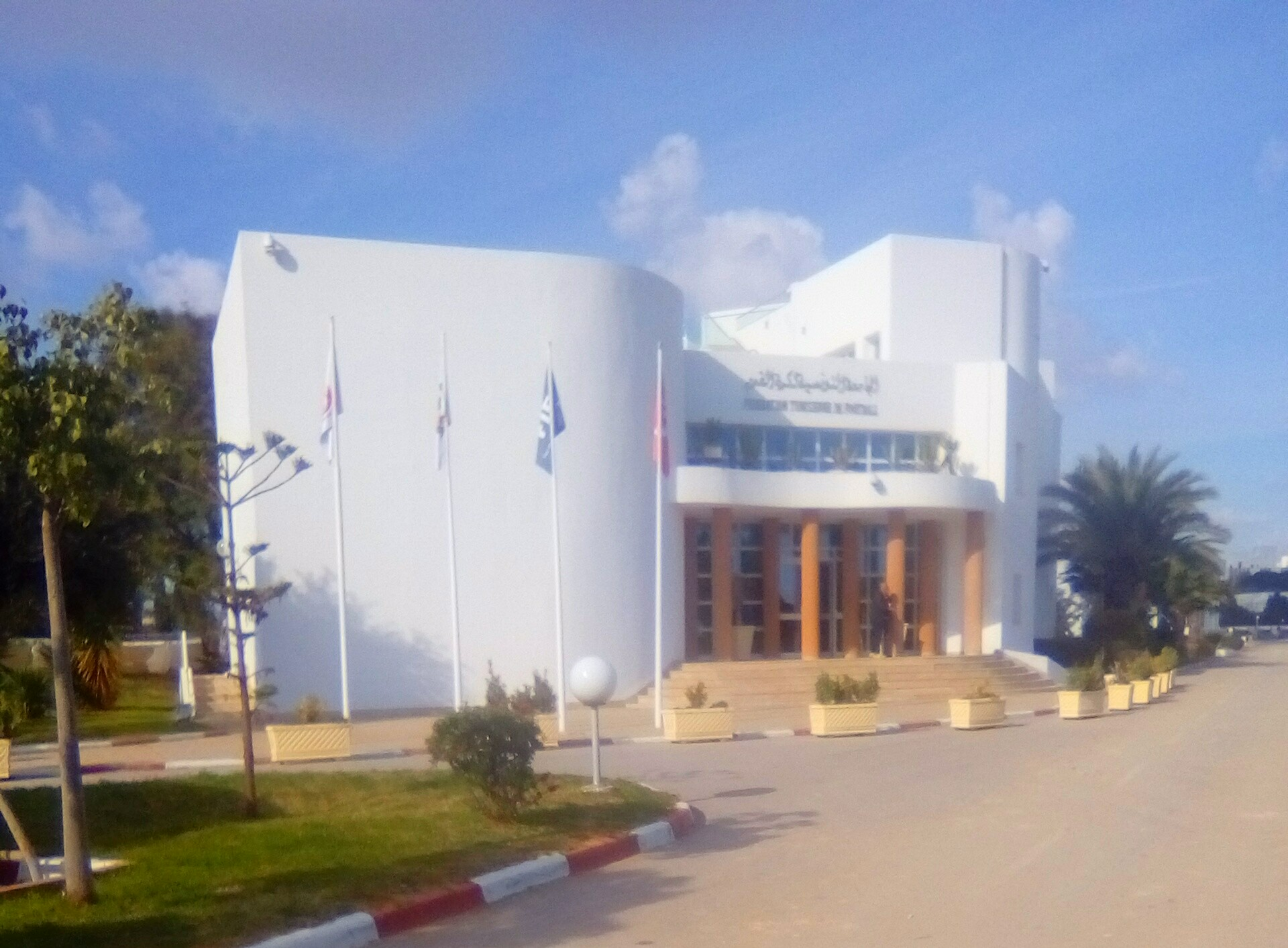
Siège de la fédération à El Menzah (Tunis).

Les membres du bureau fédéral sont les suivants :
- Président : Moez Nasri ;
- Vice-président : Hussein Jenayah ;
- Membre : Rim Bjeoui ;
- Membre : Marwa Sekhiri ;
- Membre : Moez Mestiri ;
- Membre : Naji Chahed ;
- Membre : Wissam Ltaief ;
- Membre : Belhassen Belsamra ;
- Membre : Munoubi Taroudi ;
- Membre : Moez Naili ;
- Membre : Khemaies Hamzawi ;
- Membre : Ziad Massoudi.

## Ligues nationales

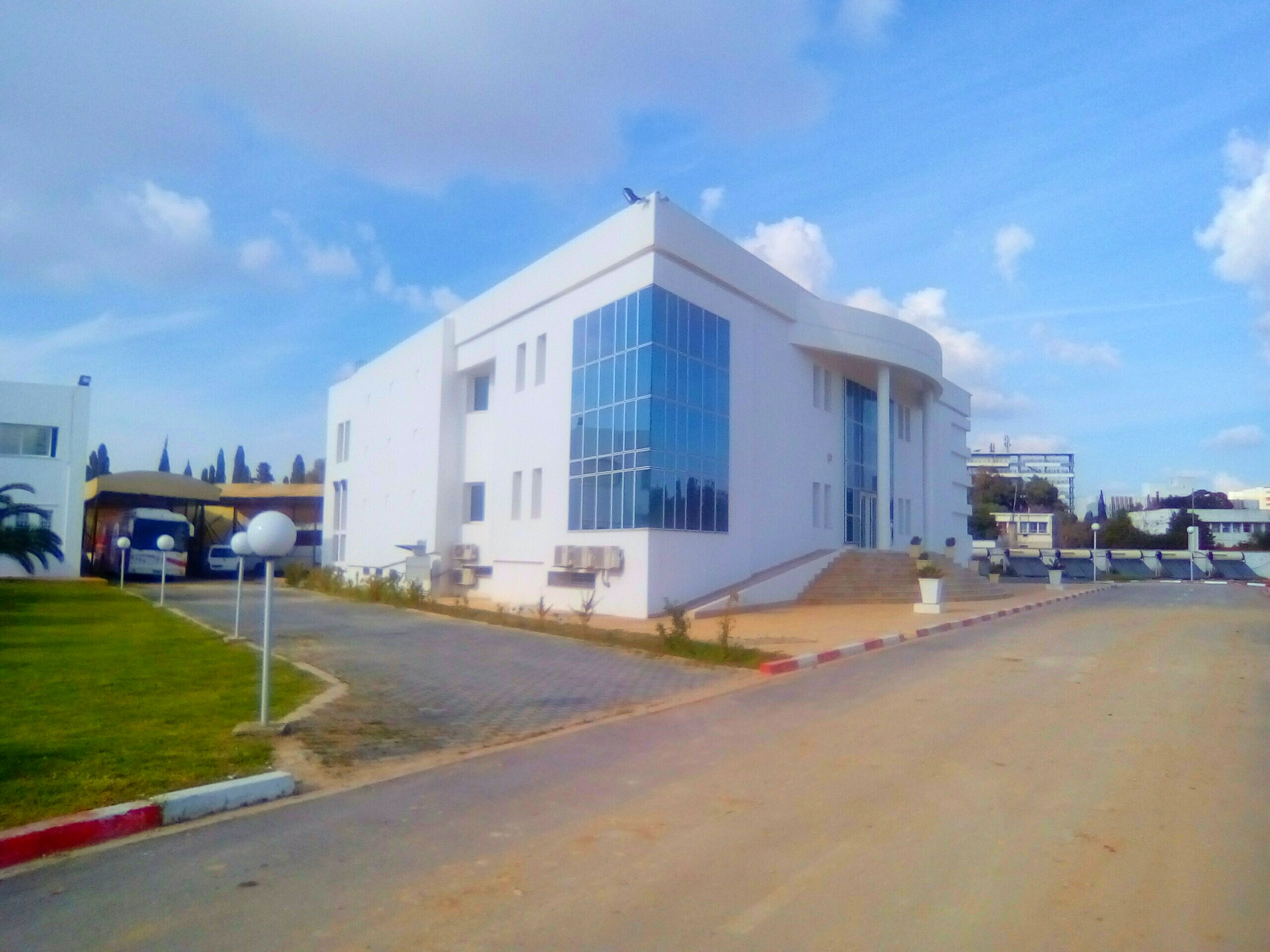
Siège de la Direction nationale d'arbitrage à El Menzah (Tunis).

- Ligue nationale de football professionnel (LNFP)

Président : Mohammed Atallah
- Ligue nationale de football amateur (LNFA)

Président 1er niveau : Hafidh Chambah
Président 2e niveau : Taieb Aouiti
- Ligue nationale de football féminin (LNFF)

Président : Khaled Lachhab
- Ligue nationale de futsal et beach soccer (LNFB)
- Direction nationale d'arbitrage (DNA)

Président : Mourad Daami

## Commissions
- Commission nationale de discipline et de fair-play

Président : Mohamed Ali Ghrib
- Commission nationale d’éthique

Président : Abdellatif Karray

## Présidents
| Pays                  | Nom                 | Période   |
| --------------------- | ------------------- | --------- |
| Drapeau de la Tunisie | Chedly Zouiten      | 1956-1962 |
| Drapeau de la Tunisie | Mohamed Mzali       | 1962-1964 |
| Drapeau de la Tunisie | Fouad Mebazaa       | 1964-1965 |
| Drapeau de la Tunisie | Sadok Es-Soussi     | 1965-1968 |
| Drapeau de la Tunisie | Béji Mestiri        | 1968-1969 |
| Drapeau de la Tunisie | Ahmed Zouiten       | 1969-1971 |
| Drapeau de la Tunisie | Fathi Zouhir        | 1971-1971 |
| Drapeau de la Tunisie | Hédi Annabi         | 1971-1972 |
| Drapeau de la Tunisie | Béji Mestiri        | 1972-1975 |
| Drapeau de la Tunisie | Abdelhamid Escheikh | 1975-1976 |
| Drapeau de la Tunisie | Slim Aloulou        | 1976-1980 |

| Pays                  | Nom                 | Période   |
| --------------------- | ------------------- | --------- |
| Drapeau de la Tunisie | Ahmed Sahnoun       | 1980-1982 |
| Drapeau de la Tunisie | Moncef Foudhaili    | 1982-1983 |
| Drapeau de la Tunisie | Saleh Ben Jannet    | 1983-1986 |
| Drapeau de la Tunisie | Slim Aloulou        | 1986-1989 |
| Drapeau de la Tunisie | Abdelwaheb Jemal    | 1989-1990 |
| Drapeau de la Tunisie | Moncef Chérif       | 1990-1993 |
| Drapeau de la Tunisie | Moncef Foudhaili    | 1993-1994 |
| Drapeau de la Tunisie | Mohamed Raouf Najar | 1994-1996 |
| Drapeau de la Tunisie | Younès Chetali      | 1996-1997 |
| Drapeau de la Tunisie | Tarek Ben Mbarek    | 1997-2000 |
| Drapeau de la Tunisie | Khaled Sanchou      | 2000-2001 |

| Pays                  | Nom                     | Période   |
| --------------------- | ----------------------- | --------- |
| Drapeau de la Tunisie | Aboulhassen Fekih       | 2001-2002 |
| Drapeau de la Tunisie | Hammouda Ben Ammar      | 2002-2006 |
| Drapeau de la Tunisie | Ali Labiadh             | 2006-2007 |
| Drapeau de la Tunisie | Tahar Sioud             | 2007-2008 |
| Drapeau de la Tunisie | Kamel Ben Amor          | 2008-2010 |
| Drapeau de la Tunisie | Ali Hafsi Jeddi         | 2010-2011 |
| Drapeau de la Tunisie | Anouar Haddad           | 2011-2012 |
| Drapeau de la Tunisie | Wadie Jary              | 2012-2023 |
| Drapeau de la Tunisie | Wassef Jlaiel (intérim) | 2023-2024 |
| Drapeau de la Tunisie | Kamel Idir (CdN)        | 2024-2025 |
| Drapeau de la Tunisie | Moez Nasri              | 2025-     |

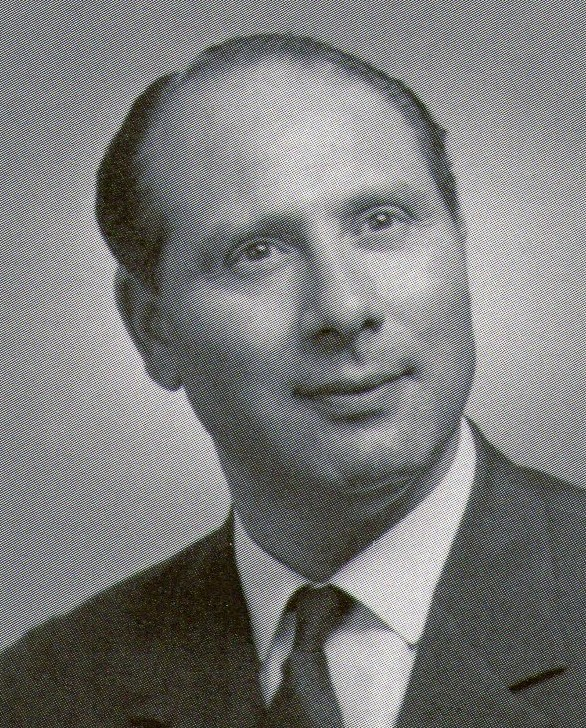
Fathi Zouhir.
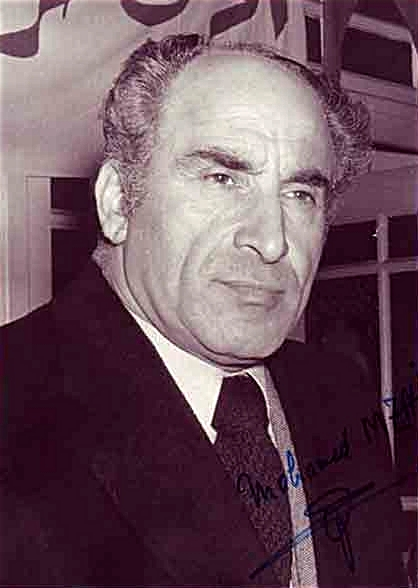
Mohamed Mzali.
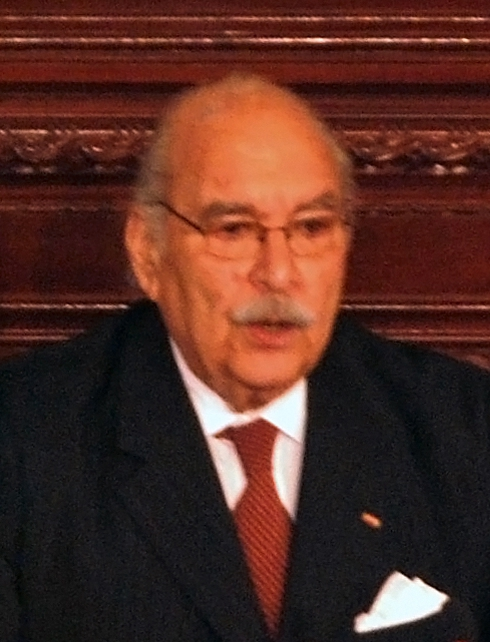
Fouad Mebazaa.
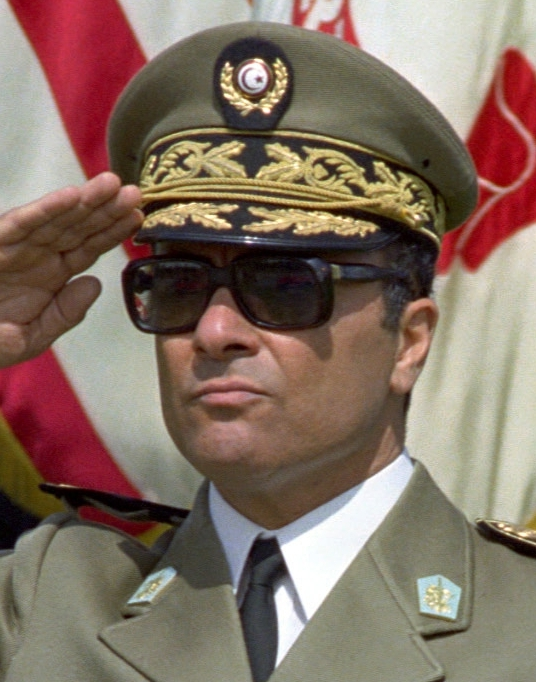
Abdelhamid Escheikh.
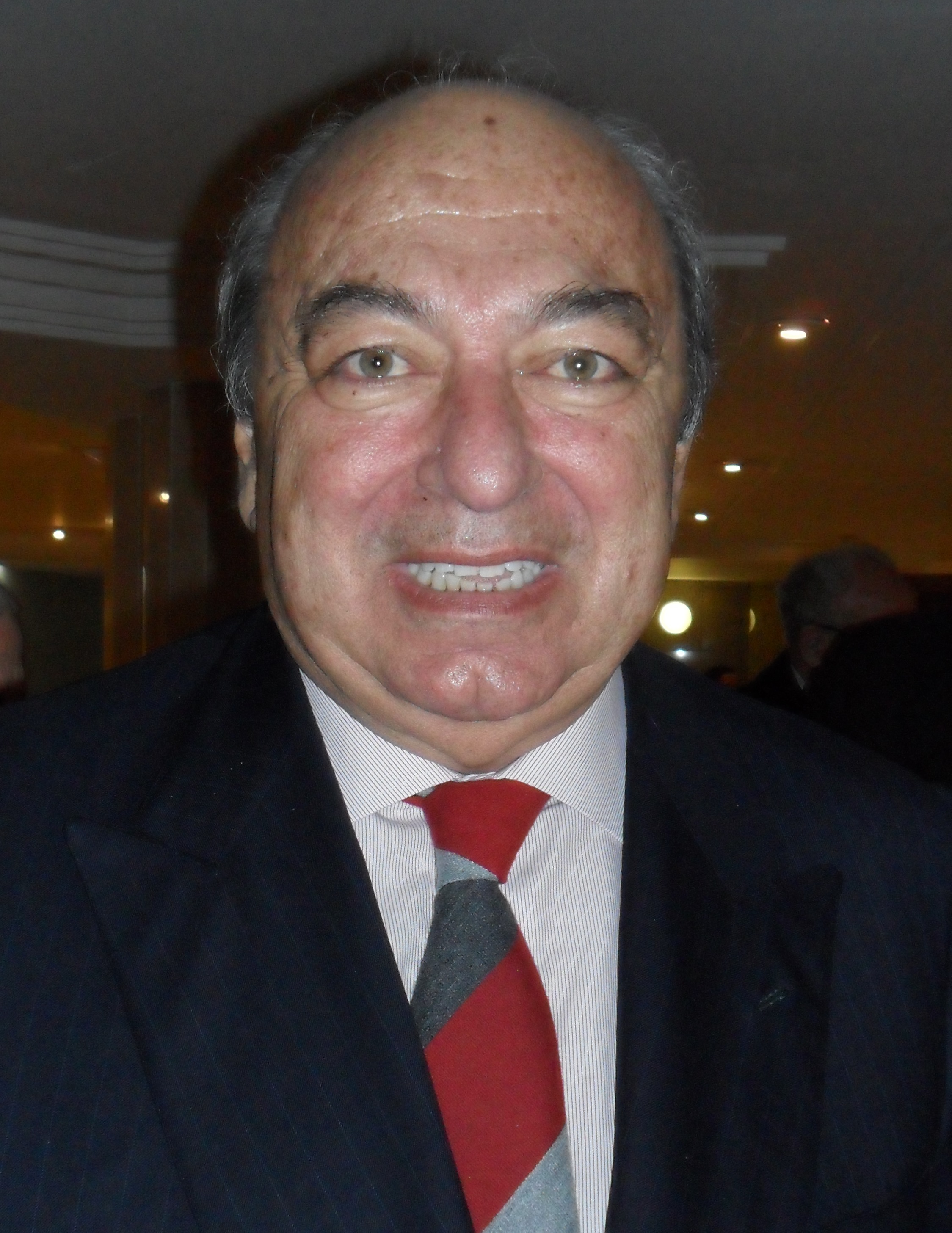
Hammouda Ben Ammar.
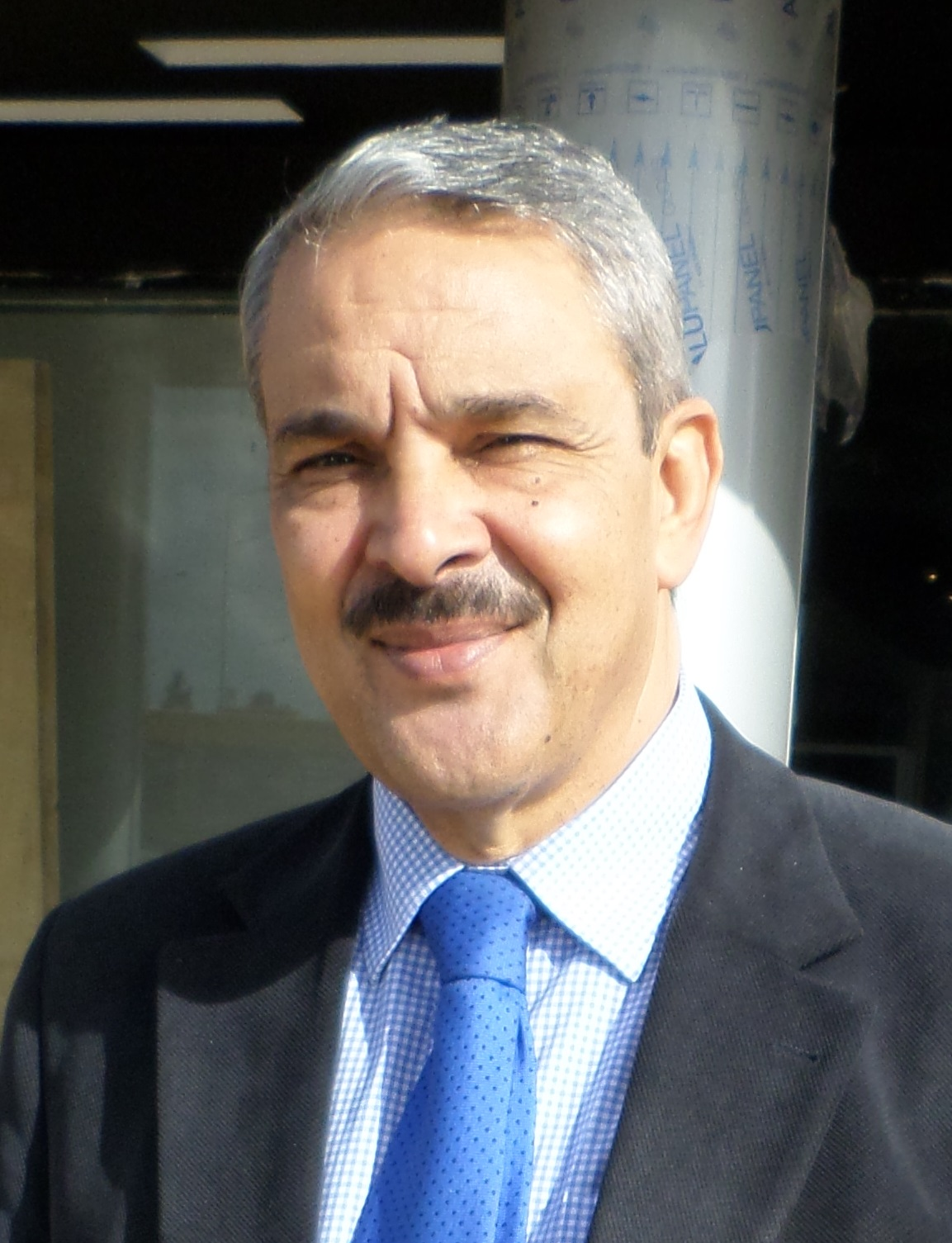
Kamel Idir (CdN)

## Compétitions
| - Championnat D1 - Championnat D2 - Championnat D3 - Championnat D4 - Championnat D5 - Coupe de Tunisie - Supercoupe de Tunisie - Coupe de la Ligue amateur Promosport - Coupe de la Ligue tunisienne (1999-2007) | - Championnat féminin D1 - Championnat féminin D2 - Coupe de Tunisie féminine - Supercoupe de Tunisie féminine - Coupe de l'Union nationale de la femme tunisienne |

## Structure pyramidale des ligues
| Niveau | Système de ligues                                 | Système de ligues                                  | Système de ligues                                  | Système de ligues                           | Système de ligues                              | Système de ligues                        | Système de ligues                        | Système de ligues                           |
| ------ | ------------------------------------------------- | -------------------------------------------------- | -------------------------------------------------- | ------------------------------------------- | ---------------------------------------------- | ---------------------------------------- | ---------------------------------------- | ------------------------------------------- |
| 1      | Ligue Pro 1 16 équipes                            | Ligue Pro 1 16 équipes                             | Ligue Pro 1 16 équipes                             | Ligue Pro 1 16 équipes                      | Ligue Pro 1 16 équipes                         | Ligue Pro 1 16 équipes                   | Ligue Pro 1 16 équipes                   | Ligue Pro 1 16 équipes                      |
| 2      | Ligue Pro 2 Groupe 2 – 14 équipes                 | Ligue Pro 2 Groupe 2 – 14 équipes                  | Ligue Pro 2 Groupe 2 – 14 équipes                  | Ligue Pro 2 Groupe 2 – 14 équipes           | Ligue Pro 2 Groupe 1 – 14 équipes              | Ligue Pro 2 Groupe 1 – 14 équipes        | Ligue Pro 2 Groupe 1 – 14 équipes        | Ligue Pro 2 Groupe 1 – 14 équipes           |
| 3      | Ligue 3 Niveau 1 Groupe 1 – 14 équipes            | Ligue 3 Niveau 1 Groupe 1 – 14 équipes             | Ligue 3 Niveau 1 Groupe 2 – 14 équipes             | Ligue 3 Niveau 1 Groupe 2 – 14 équipes      | Ligue 3 Niveau 1 Groupe 3 – 14 équipes         | Ligue 3 Niveau 1 Groupe 3 – 14 équipes   | Ligue 3 Niveau 1 Groupe 4 – 14 équipes   | Ligue 3 Niveau 1 Groupe 4 – 14 équipes      |
| 4      | Ligue 3 Niveau 2 Groupe 1 – 10 équipes            | Ligue 3 Niveau 2 Groupe 2 – 10 équipes             | Ligue 3 Niveau 2 Groupe 2 – 10 équipes             | Ligue 3 Niveau 2 Groupe 3 – 10 équipes      | Ligue 3 Niveau 2 Groupe 4 – 11 équipes         | Ligue 3 Niveau 2 Groupe 5 – 10 équipes   | Ligue 3 Niveau 2 Groupe 5 – 10 équipes   | Ligue 3 Niveau 2 Groupe 6 – 11 équipes      |
| 5      | Ligue 4 Ligues régionales                         | Ligue 4 Ligues régionales                          | Ligue 4 Ligues régionales                          | Ligue 4 Ligues régionales                   | Ligue 4 Ligues régionales                      | Ligue 4 Ligues régionales                | Ligue 4 Ligues régionales                | Ligue 4 Ligues régionales                   |
| 5      | Ligue de Tunis 15 équipes (3 groupes x 5 équipes) | Ligue de Nabeul 12 équipes (2 groupes x 6 équipes) | Ligue de Nabeul 12 équipes (2 groupes x 6 équipes) | Ligue de Sousse 9 équipes (groupe unique)   | Ligue de Monastir 8 équipes (groupe unique)    | Ligue de Sfax 7 équipes (groupe unique)  | Ligue de Sfax 7 équipes (groupe unique)  | Ligue de Gabès 7 équipes (groupe unique)    |
| 5      | Ligue de Bizerte 8 équipes (groupe unique)        | Ligue du Kef 6 équipes (groupe unique)             | Ligue du Kef 6 équipes (groupe unique)             | Ligue de Kairouan 7 équipes (groupe unique) | Ligue de Sidi Bouzid 7 équipes (groupe unique) | Ligue de Gafsa 4 équipes (groupe unique) | Ligue de Gafsa 4 équipes (groupe unique) | Ligue de Médenine 5 équipes (groupe unique) |

## Palmarès des équipes nationales
- 1957 :  Finaliste des Jeux panarabes
- 1962 :  Troisième de la coupe d'Afrique des nations
- 1963 :  Vainqueur de la coupe arabe des nations
- 1965 :  Finaliste de la coupe d'Afrique des nations
- 1971 :  Finaliste aux Jeux méditerranéens
- 1973 :  Vainqueur de la coupe de Palestine
- 1975 :  Troisième aux Jeux méditerranéens
- 1985 :  Finaliste de la coupe d'Afrique des nations U-20
- 1991 :  Finaliste des Jeux africains
- 1996 :  Finaliste de la coupe d'Afrique des nations
- 2001 :  Vainqueur aux Jeux méditerranéens
- 2004 :  Vainqueur de la coupe d'Afrique des nations
- 2005 :  Vainqueur du tournoi U-20 de l'UNAF
- 2005 :  Troisième du tournoi nord-africain de futsal
- 2006 :  Finaliste du tournoi U-17 de l'UNAF
- 2006 :  Finaliste du tournoi U-17 de l'UNAF
- 2007 :  Vainqueur du tournoi U-20 de l'UNAF
- 2007 :  Troisième des Jeux africains
- 2007 :  Finaliste du tournoi U-17 de l'UNAF
- 2007 :  Finaliste du tournoi U-23 de l'UNAF
- 2008 :  Vainqueur du tournoi U-17 de l'UNAF
- 2008 :  Finaliste du tournoi U-20 de l'UNAF
- 2009 :  Vainqueur du tournoi U-20 de l'UNAF
- 2009 :  Vainqueur du tournoi U-17 de l'UNAF
- 2009 :  Troisième du tournoi nord-africain de futsal
- 2009 :  Vainqueur du Tournoi UNAF dames
- 2009 :  Finaliste du Tournoi de Menton
- 2010 :  Vainqueur du Tournoi de Menton
- 2010 :  Finaliste du tournoi U-20 de l'UNAF
- 2010 :  Troisième du tournoi nord-africain de futsal
- 2011 :  Vainqueur du championnat d'Afrique des nations
- 2012 :  Vainqueur du tournoi U-20 de l'UNAF
- 2012 :  Vainqueur du championnat arabe U-20
- 2012 :  Vainqueur du championnat arabe U-17
- 2012 :  Troisième du tournoi U-17 de l'UNAF
- 2012 :  Vainqueur du tournoi U-17 de l'UNAF
- 2013 :  Troisième de la coupe d'Afrique des nations U-17
- 2013 :  Troisième aux Jeux méditerranéens ;
- 2013 :  Vainqueur du Tournoi de Menton
- 2014 :  Vainqueur du Tournoi de Menton
- 2014 :  Troisième du tournoi U-17 de l'UNAF
- 2015 :  Finaliste du tournoi U-20 de l'UNAF
- 2015 :  Finaliste du tournoi U-17 de l'UNAF
- 2016 :  Finaliste du tournoi U-17 de l'UNAF
- 2017 :  Vainqueur du tournoi U-20 de l'UNAF
- 2017 :  Vainqueur du tournoi U-18 de l'UNAF
- 2017 :  Vainqueur du tournoi U-15 de l'UNAF
- 2019 :  Vainqueur du tournoi U-20 de l'UNAF
- 2019 :  Finaliste du championnat arabe U-20
- 2021 :  Vainqueur du tournoi U-20 de l'UNAF
- 2021 :  Finaliste de la coupe arabe des nations
- 2022 :  Troisième du tournoi U-17 de l'UNAF
- 2022 :  Vainqueur de la Coupe Kirin
- 2022 :  Vainqueur du tournoi U-20 de l'UNAF
- 2023 :  Vainqueur du tournoi U-20 de l'UNAF

## Principaux clubs
Voici la liste des clubs qui ont joué durant au moins une saison au sein de l'une des divisions nationales entre 1956 et 2016 :
- Association Mégrine Sport (AMS)
- Association sportive de l'Ariana (ASA)
- Association sportive de Djerba (ASD)
- Avenir sportif de Gabès (ASG)
- Avenir sportif de Kasserine (ASK)
- Avenir sportif de La Marsa (ASM)
- Avenir sportif d'Oued Ellil (ASOE)
- Club africain (CA)
- Club athlétique bizertin (CAB)
- Club olympique de Médenine (COM)
- Club olympique des transports (COT)
- Club sportif des cheminots (CSC)
- Club sportif de Hammam Lif (CSHL)
- Club sportif de Korba (CSK)
- Club sportif de Menzel Bouzelfa (CSMB)
- Club sportif sfaxien (CSS)
- El Ahly Mateur (EAM)
- El Gawafel sportives de Gafsa (EGSG)
- El Makarem de Mahdia (EMM)
- Étoile olympique La Goulette Kram (EOGK)
- Étoile sportive de Béni Khalled (ESBK)
- Espoir sportif de Hammam Sousse (ESHS)
- Étoile sportive de Métlaoui (ESM)
- Étoile sportive du Sahel (ESS)
- Espérance sportive de Tunis (EST)
- Espérance sportive de Zarzis (ESZ)
- Football Club de Jérissa (FCD)
- Grombalia Sports (GS)
- Jendouba Sports (JS)
- Jeunesse sportive kairouanaise (JSK)
- Jeunesse sportive métouienne (JSMt)
- Jeunesse sportive de Tebourba (JST)
- Olympique de Béja (OB)
- Océano Club de Kerkennah (OCK)
- Olympique du Kef (OK)
- Olympique tunisien (OT)[42]
- Patrie Football Club bizertin (PFCB)
- Patriote de Sousse (PS)
- Stade africain de Menzel Bourguiba (SAMB)
- Stade gabésien (SG)
- Stade populaire (SP)
- Sfax railway sport (SRS)
- Stade soussien (SS)
- Stade sportif sfaxien (SSS)
- Stade tunisien (ST)
- STIA Sousse (STIA)
- Union sportive de Ben Guerdane (USBG)
- Union sportive maritime de Menzel Bourguiba (USMMB)
- Union sportive maghrébine (USMa)
- Union sportive monastirienne (USMo)
- Union sportive tunisienne (UST)

## Principaux stades
| Classement | Stade                       | Capacité | Localité | Club                                             |
| ---------- | --------------------------- | -------- | -------- | ------------------------------------------------ |
| 1          | Stade olympique de Radès    | 60 000   | Radès    | Équipe de Tunisie de football                    |
| 2          | Stade olympique d'El Menzah | 45 000   | Tunis    | Club africain et Espérance sportive de Tunis     |
| 3          | Stade olympique de Sousse   | 40 000   | Sousse   | Étoile sportive du Sahel                         |
| 4          | Stade Taïeb-Mehiri          | 22 000   | Sfax     | Club sportif sfaxien et Océano Club de Kerkennah |
| 5          | Stade Mustapha-Ben-Jannet   | 20 000   | Monastir | Union sportive monastirienne                     |
| -          | Stade du 15-Octobre         | 20 000   | Bizerte  | Club athlétique bizertin                         |
| 7          | Stade Chedly-Zouiten        | 18 000   | Tunis    | Stade tunisien et Club olympique des transports  |
| 8          | Stade Ali-Zouaoui           | 15 000   | Kairouan | Jeunesse sportive kairouanaise                   |
| 9          | Stade olympique de Gabès    | 10 000   | Gabès    | Avenir sportif de Gabès et Stade gabésien        |

## Évolution du logo

1956 à 1978.
1978 à 1998.
1998 à 2000.
2000 à 2002.
2002 à 2006 sur les maillots de l'équipe nationale.
Depuis la coupe du monde 2006.

## Équipementiers
| Période   | Équipementiers   | Sou    |
| --------- | ---------------- | ------ |
| 1956-1970 | Équipement local | [ 46 ] |
| 1970-1994 | Adidas           | [ 47 ] |
| 1994-1995 | Guidas           | [ 48 ] |
| 1995-1998 | Kappa            | [ 49 ] |
| 1998-2000 | Lotto            | [ 50 ] |
| 2000-2001 | Uhlsport         | [ 51 ] |
| 2002-2010 | Puma             | [ 52 ] |
| 2010-2016 | Burrda Sport     | [ 53 ] |
| 2016-2018 | Uhlsport         | [ 54 ] |
| 2018-     | Kappa            | [ 55 ] |

## Sponsors
Les sponsors en août 2023 sont les suivants :
- Kappa (équipementier) ;
- Carrefour ;
- Tunisair ;
- Banque nationale agricole ;
- Matrix ;
- Kartago ;
- Sabrine ;
- Sherrington.